# Nicolò Mignogna
Nicolò Cataldo Mignogna (Taranto, 28 dicembre 1808 – Giugliano in Campania, 31 gennaio 1870) è stato un patriota e politico italiano.
Fu uno dei 1089 componenti della Spedizione dei Mille guidata da Giuseppe Garibaldi.

## Biografia
Nacque a Taranto il 28 dicembre 1808 da Anna Rosa Troncone e dal patriota Cataldantonio. Intraprese i suoi studi assieme a Cataldo Nitti nel Seminario arcivescovile di Taranto, passando poi nel 1828 agli studi di giurisprudenza a Napoli dove fece amicizia con Benedetto Musolino e Luigi Settembrini.
Nel 1836 si iscrisse alla Giovine Italia e partecipò ai moti del 1848. Poiché era stata trovata una corrispondenza cifrata nella sua abitazione, nel 1855 fu processato e condannato all'esilio perpetuo dal Regno delle Due Sicilie. Si recò allora a Genova, dove conobbe Giuseppe Garibaldi che lo nominò tesoriere della spedizione dei Mille. A Talamone fu aggregato alla III Compagnia di Giuseppe La Masa e si imbarcò sul Lombardo. Fece amicizia con Emilio Petruccelli, con cui il 5 agosto convocò il comitato d'azione.
Il 15 agosto il comitato emise un comunicato che invitava tutti i liberali a convergere a Potenza dove, grazie ad una rivolta civile, fu costituito il governo prodittatoriale nelle persone di Giacinto Albini e di Mignogna. Il 4 settembre 1860 Garibaldi giunse a Fortino di Lagonegro dove fu accolto da Mignogna e da Pietro Lacava, i quali posero gli omaggi del governo lucano e gli consegnarono a nome del popolo seimila ducati, devoluti ai soldati borbonici disertori. Nel 1862 Mignogna seguì Garibaldi in Aspromonte divenendo tesoriere dei Mille nella campagna comandata da Benedetto Cairoli.
Visse la vecchiaia sostenuto da cittadini tarantini anonimi. Rifiutò la candidatura alla Camera dei deputati, ma accettò di far parte del Consiglio Comunale di Napoli dove venne eletto nel 1862 e riconfermato nel 1865. Si ritirò poi dalla vita politica e si trasferì a Giugliano, dove prese in affitto una porzione del lago di Patria per sfruttarlo per la pesca.
Morì il 31 gennaio 1870 a Giugliano.